# Simon Lereng Wilmont
Simon Lereng Wilmont (* 19. September 1975 in Kopenhagen) ist ein dänischer Filmregisseur und Kameramann.

## Leben
Simon Lereng Wilmont besuchte die Danske Filmskole in Dänemark und machte dort 2009 seinen Abschluss. Sein Debütlangfilm war Traveling with Mr. T., den er zusammen mit Andreas Dalsgaard drehte. Der Film handelt von dem titelgebenden Autoren Troels, der innerhalb von einem Jahr sein Buch vollenden soll.
Sein zweiter Langfilm war Oleg, eine Kindheit im Krieg. Der Film erzählt aus der Perspektive eines zehnjährigen ukrainischen Waisenjungen, der nahe der Front im Donbass lebt. Der Dokumentarfilm war beim Europäischen Filmpreis 2018 als Bester Dokumentarfilm nominiert und gewann den Friedensfilmpreis Osnabrück.
Mit Heimweh – Kindheit zwischen den Fronten beschäftigt sich Wilmont ein zweites Mal mit jungen Menschen in diesem Kriegsgebiet. Der Dokumentarfilm handelt von einem Waisenhaus in der Ostukraine. Er fungierte bei dem Film auch als Kameramann. Der Film wurde bei der Oscarverleihung 2023 als Bester Dokumentarfilm nominiert.
Ende Juni 2023 wurde Wilmont Mitglied der Academy of Motion Picture Arts and Sciences.

## Filmografie (Auswahl)
- 2004: Ramonas rejse (Kurzfilm)
- 2008: Over jorden, under himlen (Kurzfilm)
- 2012: Traveling with Mr. T.
- 2014: Chikara: sumobryderens søn (Kurzfilm)
- 2014: The Fencing Champion (Kurzfilm)
- 2017: Kinder entlang der Seidenstraße (Kids on the Silk Road) (eine Folge)
- 2017: Oleg, eine Kindheit im Krieg (Olegs krig)
- 2022: Heimweh – Kindheit zwischen den Fronten (A House Made of Splinters)
- 2023: Girl Away from Home (Kurzfilm)
- 2024: Kinder entlang der Seidenstraße (Miniserie, 2 Folgen)